# Kritische Schubspannung
Die kritische Schubspannung ist in der Mechanik ein Wert der Schubspannung, der angibt, wann eine Masse in Bewegung gerät oder die plastische Verformung eines formbaren Körpers beginnt.

## Erosion bei Fließgewässern
Im Zusammenhang mit der fluviatilen Erosion kennzeichnet die kritische Schubspannung jenen kritischen Zustand in einem Fließgewässer, bei dem die Abtragung des Bodenmaterials an der Gewässersohle beginnt. Die Strömungskraft des fließenden Wassers beginnt bei diesem Zustand die Widerstandskraft des Sohlenmaterials zu übersteigen, so dass das Bodenmaterial in Bewegung gesetzt wird. Wenn zum Beispiel Sand die Gewässersohle bildet, ist die kritische Schubspannung vor allem abhängig von der Korngröße, aber auch von der Form der Sandkörner und davon, wie viel Wasser in der Sandmasse eingelagert ist. Typische Werte sind ca. 2 N/m² für feinen Quarzsand (Korngröße 0,4 mm) und ca. 6 N/m² für groben Sand.

## Fließverhalten von viskosen Materialien

### Wandgleiten
Beim Transport bestimmter hochviskoser oder viskoelastischer Materialien in Rohrleitungen ist von Interesse, bei welchen Kräfteverhältnissen das Material nicht mehr am Rohr anhaftet (Wandhaften, siehe Haftbedingung), sondern auch an der Wand zu fließen beginnt (Wandgleiten).
Bei Polymerschmelzen hängt die kritische Schubspannung, bei der das Wandgleiten beginnt, u. a. ab von
- der Flächendichte der anhaftenden Moleküle
- der Länge einer Monomereinheit und
- der Anzahl der Monomere, die an den temporär gebildeten Verschlaufungen der Molekülketten beteiligt sind.

### Änderung des Fließverhaltens
Nach einem allgemeineren Verständnis gibt die kritische Schubspannung an, wann sich das Fließverhalten einer hochviskosen oder viskoelastischen Substanz in einer charakteristischen Weise verändert; der Beginn des Wandgleitens ist dabei nur eine Möglichkeit. Die kritische Schubspannung kann z. B. auch den Übergang zwischen linear-viskoelastischem und nichtlinear-viskoelastischem Fließverhalten kennzeichnen.

### Druckoszillation
Die Angabe einer kritischen Schubspannung als Grenzwert muss nicht darauf bezogen sein, ab wann das Material überhaupt zu fließen beginnt oder anders zu fließen beginnt; als „kritische Schubspannung“ kann z. B. auch jener Wert der Schubspannung definiert werden, ab dem der Druck in der fließenden Masse zu schwanken beginnt („oszillierendes Druckprofil“).
Die kritische Schubspannung für den Beginn der Druckoszillation wird nicht nur bei der Extrusion von technischen Polymeren untersucht, sie wurde z. B. auch für Mozzarella-Käse in einem Temperaturbereich von 55–65 °C bestimmt: mit steigendem Fettgehalt sinkt die kritische Schubspannung, die den  Beginn der Druckoszillation in der fließenden Käsemasse kennzeichnet.

## Verformung von Metallen
In der Kristallmechanik ist die kritische Schubspannung jene Schubspannung, bei der der Übergang von elastischer zu plastischer Verformung von Metallen stattfindet. Wird die kritische Schubspannung in einer Gitterstruktur überschritten, so geraten die Atome eines Gleitsystems aus Gleitebene und Gleitrichtung in das Wirkungsfeld der benachbarten Gitterebene und bewegen sich dadurch sprunghaft auf den nächsten Gitterplatz (Versetzungsbewegung). Diesen Platz behalten sie auch nach Wegnahme der Spannung – die Verformung ist somit plastisch.